# Мельнов, Иван Михайлович
Иван Михайлович Мельнов (22 января 1924 — 19 июля 1944) — советский военный. Участник Великой Отечественной войны. Герой Советского Союза (1945). Старший лейтенант.

## Биография
Иван Михайлович Мельнов родился 22 января 1924 года в городе Златоуст — административном центре Златоустовского округа Уральской области РСФСР СССР (ныне город областного значения Челябинской области Российской Федерации) в рабочей семье. Русский. Окончил семь классов Златоустовской школы № 3 в 1939 году и школу ФЗУ № 4 (ныне Государственное бюджетное образовательное учреждение начального профессионального образования профессиональное училище № 4) в 1940 году. До призыва на военную службу работал слесарем-лекальщиком на Златоустовском машиностроительном заводе имени В. И. Ленина (ныне Завод «Булат»).
В ряды Рабоче-крестьянской Красной Армии И. М. Мельнов был призван Златоустовским городским военкоматом в августе 1942 года. В декабре 1943 года окончил Тюменское военное пехотное училище № 1. В боях с немецко-фашистскими захватчиками младший лейтенант И. М. Мельнов с 30 декабря 1943 года на Белорусском фронте (с 17 февраля 1944 года — 1-й Белорусский фронт) в должности командира стрелкового взвода 8-й стрелковой роты 1109-го стрелкового полка 330-й стрелковой дивизии 10-й армии. Зимой-весной 1944 года Иван Михайлович участвовал в боях местного значения в Могилёвской области Белорусской ССР. 8 марта 1944 года в бою за деревню Барышевка Чаусского района Белорусской ССР взвод младшего лейтенанта Мельнова захватил три линии немецких траншей. В этом бою И. М. Мельнов лично уничтожил 7 немецких солдат, но и сам был тяжело ранен в плечо.
Из госпиталя И. М. Мельнов был выписан в конце апреля 1944 года. Ему присвоили звание лейтенанта и направили в 139-ю стрелковую дивизию 50-й армии 2-го Белорусского фронта, где его назначили на должность командира стрелковой роты 1-го стрелкового батальона 364-го стрелкового полка. Перед началом Белорусской стратегической операции 139-я стрелковая дивизия вышла в район сосредоточения в лесном массиве южнее деревни Дедня Чаусского района Могилёвской области.
Операция «Багратион» началась 23 июня 1944 года. Лейтенант И. М. Мельнов особо отличился в ходе её составной части — Могилёвской операции. Прорвав сильно укреплённые оборонительные линии немцев на реках Проня и Бася, подразделения 50-й армии 27 июня 1944 года вышли к реке Днепр. 364-му стрелковому полку предстояло форсировать реку в районе деревни Буйничи Могилёвского района Могилёвской области Белорусской ССР. Лейтенант Мельнов с шестью бойцами своей роты на подручных средствах первым преодолел водную преграду и уничтожил на правом берегу реки огневые точки противника, обеспечив переправу своего батальона. После этого группа Мельнова ворвалась в деревню Буйничи и на одном из домов водрузила красное знамя, чем привела немцев в замешательство и воодушевила бойцов Красной Армии.
В дальнейшем лейтенант И. М. Мельнов участвовал в Минской и Белостокской операциях фронта. 19 июля 1944 года он погиб в бою западнее посёлка Свислочь Белостокской (ныне Гродненской) области у посёлка, который теперь носит его имя. По иным данным, И. М. Мельнов погиб около Свислочи Гродненского района.
Похоронен в братской могиле в парке в городе Свислочь Гродненской области Республики Беларусь.
Указом Президиума Верховного Совета СССР от 24 марта 1945 года за образцовое выполнение боевых заданий командования на фронте борьбы с немецкими захватчиками и проявленные при этом отвагу и геройство лейтенанту Мельнову Ивану Михайловичу было присвоено звание Героя Советского Союза.

## Награды и звания
- Медаль «Золотая Звезда» (24.03.1945);
- Орден Ленина (24.03.1945);
- Орден Красной Звезды (28.03.1944).

## Память
- Именем Героя Советского Союза И. М. Мельнова назван посёлок Свислочского района Гродненской области Республики Беларусь.
- Мемориальная доска в честь Героя Советского Союза И. М. Мельнова установлена на здании ГБОУ НПО ПУ № 4 в Златоусте[1].
- Мемориальная доска в честь Героя Советского Союза И. М. Мельнова установлена в деревне Буйничи Могилёвского района Могилёвской области на здании агролесотехнического колледжа имени К. П. Орловского.
- Имя Героя Советского Союза И. М. Мельнова носит Государственное бюджетное образовательное учреждение начального профессионального образования профессиональное училище № 4 города Златоуста.
- Именем Героя Советского Союза И. М. Мельнова названы улицы в городах Златоуст и Свислочь[2], а также в деревне Буйничи.

## Документы
- Общедоступный электронный банк документов «Подвиг Народа в Великой Отечественной войне 1941—1945 гг.» Дата обращения: 14 мая 2016. Архивировано 13 марта 2012 года.

Герой Советского Союза. Дата обращения: 1 июля 2012. Архивировано 6 октября 2012 года.
Орден Красной Звезды. Дата обращения: 1 июля 2012. Архивировано 6 октября 2012 года.
- Обобщённый банк данных «Мемориал». Дата обращения: 10 мая 2012. Архивировано 10 мая 2012 года.

ЦАМО, ф. 33, оп. 11458, д. 362. Дата обращения: 1 июля 2012. Архивировано 6 октября 2012 года.
ЦАМО, ф. 33, оп. 11458, д. 251. Дата обращения: 1 июля 2012. Архивировано 6 октября 2012 года.
Учётная карточка захоронения «Братская могила № 1» (учётный номер З375-268) в городе Свислочь. Дата обращения: 1 июля 2012. Архивировано 6 октября 2012 года.
Схема захоронения З375-268. Дата обращения: 1 июля 2012. Архивировано 6 октября 2012 года.
Информация из списков захоронения. Дата обращения: 1 июля 2012. Архивировано 6 октября 2012 года.